# Angelica pyrenaea
Angelica pyrenaea är en flockblommig växtart som beskrevs av Spreng.. Angelica pyrenaea ingår i släktet kvannar, och familjen flockblommiga växter. Inga underarter finns listade i Catalogue of Life.